# Madonna col Bambino e santi (Lotto)
La Madonna col Bambino e santi è un dipinto a olio su tavola (82x105 cm) di Lorenzo Lotto, databile al 1505 circa e conservato nella National Gallery of Scotland a Edimburgo. È firmato "LOTUS", sul cartiglio retto da san Girolamo e dal Bambino.

## Storia
L'opera è nota dal 1727, quando si trovava nella collezione del duca d'Orléans in Francia, ma non se ne conosce la provenienza originaria. Viene solitamente ascritta alla fase giovanile del catalogo dell'artista, in particolare al periodo trevigiano, e avvicinata ad opere come la Madonna col Bambino, san Pietro martire e un donatore e la Pala di Santa Cristina al Tiverone. 

## Descrizione e stile
La composizione della Sacra conversazione è legata all'esempio di Giovanni Bellini e Cima da Conegliano, con spunti originali. Il primo piano mostra Maria seduta col Bambino in grembo, tra i santi Girolamo (o un profeta biblico, visto il cartiglio), Pietro, Chiara (?) e Francesco. Queste mezze figure si stagliano monumentali, grazie alla luce che ne tornisce le forme, sullo sfondo di una tenda verde, mossa da qualche increspatura. A questi elementi tradizionali si contrappone il paesaggio che appare oltre la tenda. Al posto della consueta fuga di colline in profondità, la scena è costituita da una piccola porzione di cielo azzurrino con qualche nube e da un declivio su cui stanno lavorando due boscaioli, che alludono allegoricamente alla realizzazione della croce per Gesù. 
Il santo anziano a sinistra è piegato vivacemente in avanti e compie un gesto accorato, con il quale sembra rendere palese al Bambino la profezia del suo tragico destino. La Madonna invece è rivolta verso san Francesco, che le mostra le sue stimmate, evocando a sua volta la premonizione della Passione. 
Da un punto di vista stilistico l'opera è giocata su una luce incidente e fredda, che accende i colori di toni brillanti e le forme, soprattutto i panneggi, di profili taglienti. Sebbene in controtendenza con il tonalismo dominante in laguna in quegli anni, alcuni dettagli del paesaggio o della barba del santo anziano registrano un'apertura verso toni più smorzati e pulviscolari, di maggiore morbidezza. Di grande impatto comunicativo è il ruolo riservato alle mani e alla gestualità: da quelle sovradimensionate di Maria e della santa, a quelle iperrealistiche di Francesco.